# Martin Hawkins
Martin Hawkins (Martin William Hawkins; * 20. Februar 1888; † 27. Oktober 1959 in Portland, Oregon) war ein US-amerikanischer Leichtathlet, der sich auf die 110 Meter Hürden spezialisiert hatte. Er wurde in Schweden geboren; sein ursprünglicher Nachname lautete Håkansson.
Hawkins trat erstmals 1911 mit einer Zeit von 15,4 s in Erscheinung. Im darauffolgenden Jahr 1912 nahm er an den Ausscheidungen für die Olympischen Spiele in Stockholm teil. Neben seiner Spezialdisziplin trat er auch im Speerwurf an, obwohl er sich bei den Landesmeisterschaften in keiner dieser Disziplinen platziert hatte. Über die Hürdenstrecke wurde er in 15,6 Sekunden Zweiter und löste damit das Olympiaticket. Im Speerwurf gelangen ihm jedoch nur bescheidene 40,75 m, mit denen er in Stockholm ebenso chancenlos gewesen wäre wie der amtierende Meister Harry Lott, der die Ausscheidungen mit der Rekordweite von 50,63 m gewann. So startete er nur über die 110 m Hürden. Nachdem er seinen Vor- und Halbfinallauf in 16,1 bzw. 15,7 s jeweils für sich entschieden hatte, gewann er im Finale mit seiner persönlichen Bestzeit von 15,3 s die Bronzemedaille hinter seinen Landsleuten Fred Kelly (15,1 s) und James Wendell (15,2 s).
Martin Hawkins war 1,75 m groß, wog 68 kg und startete für den Multnomah AC in Portland. Der Absolvent der University of Oregon war nach Beendigung seiner sportlichen Laufbahn als Anwalt und als Richter tätig.

## Fußnoten

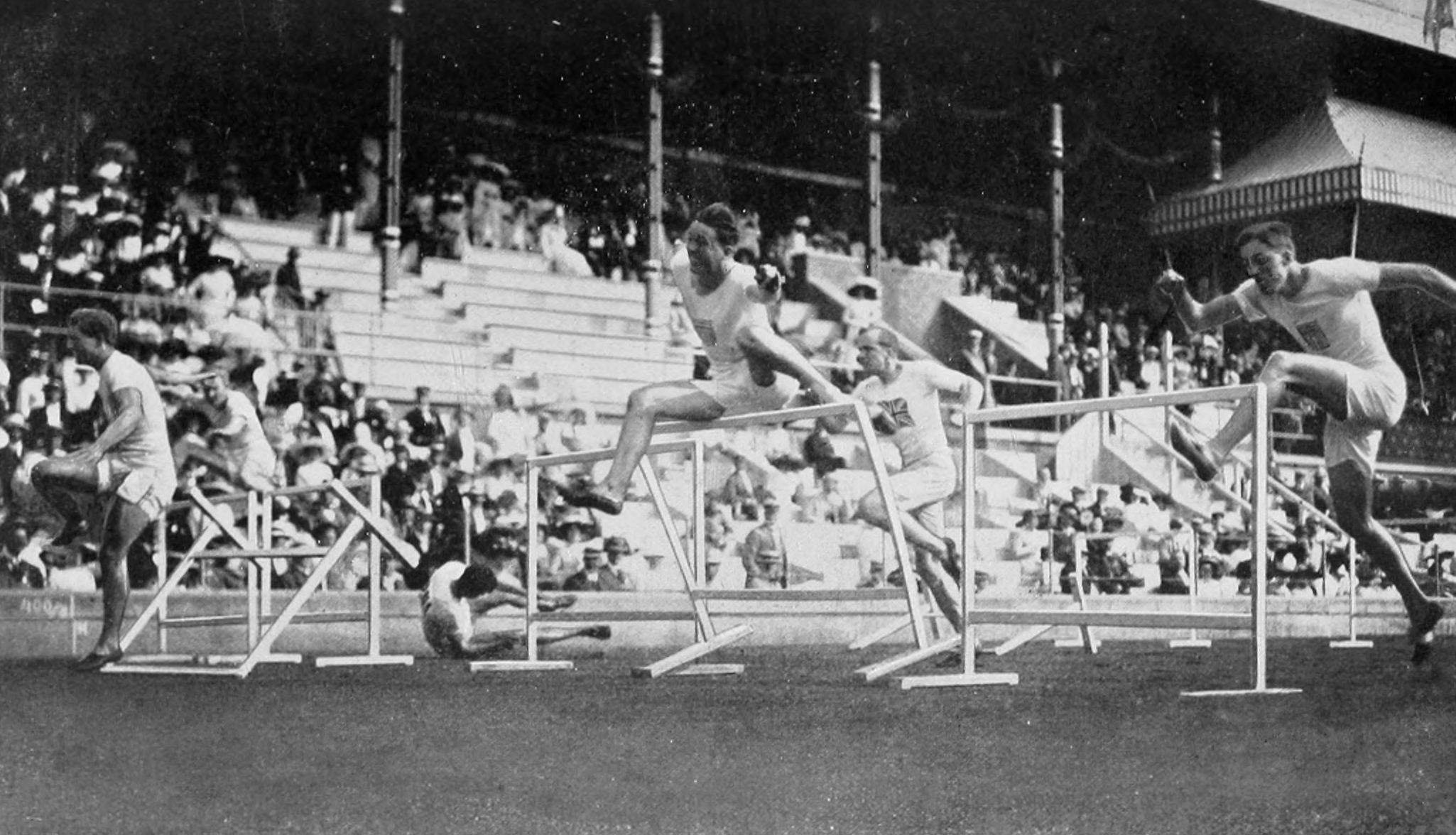
Szene aus dem Finale der Olympischen Spiele 1912:
Hawkins im Hintergrund als 2. von links